# Nigerske regije
Niger je podjeljen na sedam regija (fra. régions; jednina – région). Svaka regija ima isto ime kao i glavni grad regije. Regije su podjeljene na departmane i općine.

## Regije
Popis regija:
- Agadez
- Diffa
- Dosso
- Maradi
- Tahoua
- Tillabéri
- Zinder
- Niamey